# Caliptra (entomologia)

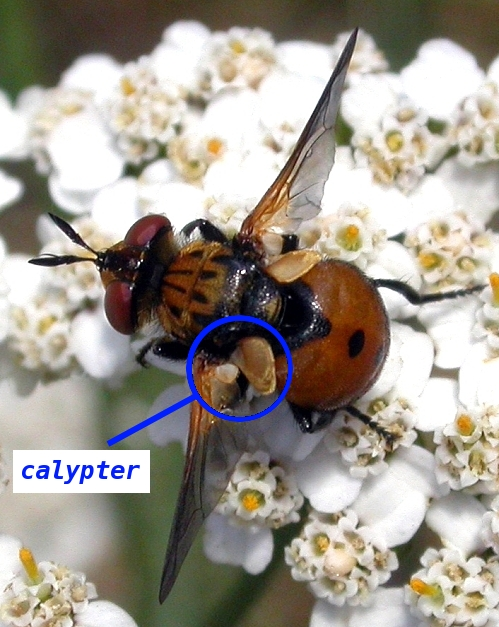
La caliptra d'un taquínid

En entomologia, la caliptra (del llatí calipter, "caixa", "estoig") és un element morfològic associat a les ales dels dípters més evolucionats, els anomenats muscoides, semblants a les mosques comunes. És l'element morfològic que identifica el grup dels caliptrats (Calyptratae), distingint-lo de l'altra gran agrupació inclosa en els dípters esquizòfors, els acaliptrats (Acalyptratae), que no tenen caliptra.
És un òrgan extern i parell, disposat a banda i banda del tòrax. Apareix com una doble expansió dividida en dos lòbuls en forma d'escata, generalment destacats per un color diferent en comparació amb les regions circumdants. Són fàcilment visibles fins i tot a simple vista quan l'insecte manté les ales obertes en direcció perpendicular respecte a l'eix del cos mentre que són menys evidents, perquè queden parcialment amagades, quan les ales estan juntes sobre l'abdomen en posició de repòs.
El lòbul anterior s'anomena caliptra superior, escata o esquamula. Es col·loca a la regió axil·lar, entre el tòrax i la regió jugal de l'ala (o àlula) i vibra en sincronia amb el moviment de l'ala. El lòbul posterior, generalment més desenvolupat, s'anomena caliptra inferior o escata toràcica. Protegeix el balancí i no vibra amb l'ala.